# Talijanski simbolički obred
Talijanski simbolički obred (tali. Rito Simbolico Italiano), ili Presvijetla velika loža talijanskog simboličkog obreda (Serenissima gran loggia di rito simbolico italiano), je slobodnozidarski obred u slobodnom zidarstvu za tri simbolička stupnja kojeg je razvio Veliki orijent Italije tijekom 1860-ih i 1870-ih godina. Presvijetloj velikoj loži mogu pristupiti majstori članovi Velikog orijenta Italije.

## Povijest

### Podrijetlo
Utemeljenje Obreda datira se na 1. siječnja 1862., a povezuje se s nastojanjem Lože "Auzonija" (Loggia Ausonia) iz Torina da se stvori jedinstvena nacionalno slobodno zidarstvo, neovisno o stranim utjecajima koji su obilježili slobodno zidarstvo tijekom 18. stoljeća i prve polovice 19. stoljeća. Cilj te inicijative bio je poduprijeti ideju nacionalnog jedinstva, ključnu za razdoblje ujedinjenja Italije.
Osim političkih ciljeva, koji su bili istaknuti i prevladavajući u talijanskom slobodnom zidarstvu barem do proboja kod Porta Pie (20. rujna 1870.), projekt Obreda težio je i povratku duhovnim i inicijatskim korijenima slobodnog zidarstva, utemeljenima na tzv. Andersonovim Konstitucijama. U tom je duhu priznato isključivo značenje prva tri tradicionalna stupnja slobodnog zidarstva.

### Povijesni razvoj
U razdoblju od 1874. do 1922. godine, Simbolički obred aktivno je sudjelovao i u više je navrata pridonosio očuvanju i promicanju načela jedinstva i bratstva u Italiji. Bilo je to vrijeme izazova za talijansko slobodno zidarstvo, čija je stabilnost bila narušena činjenicom da je Veliki orijent Italije imao tek nominalnu vlast nad plavim ložama – onima koje su djelovale unutar prva tri stupnja i činile samu osnovu strukture slobodnog zidarstva. Zbog svojih zasluga, Simbolički obred počeo se smatrati "stražarom Reda".
Taj je put simbolički započeo 1874. godine, kada su lože Obreda dobrovoljno ušle u sastav Velikog orijenta Italije. Slijedilo je osnivanje vlastite Presvijetle velike lože 1879., a kulminacija je uslijedila 1922. godine kada je Obred formalno odustao od nadležnosti nad ložama, čime je omogućen daljnji napredak projekta ujedinjenja talijanskog slobodnog zidarstva.
Nakon što je talijanski premijer Benito Mussolini 1925. zabranio rad slobodnih zidara, Simbolički obred, za razliku od Velikog orijenta Italije i povezanih obreda, nije proglasio svoje raspuštanje kako bi zaštitio svoje članove od represije režima. Ipak, redovita aktivnost ponovno je uspostavljena tek nakon Drugog svjetskog rata, osobito nakon što su Konstitucije Velikog orijenta Italije iz 1949. godine jasno odvojili ovlasti između obreda i samog Reda.
Od tada, Obred je nastavio s promicanjem ideala slobodnog zidarstva bez provođenja prozelitizma među članovima Velikog orijenta Italije. Danas broji oko tisuću članova, okupljenih u pedesetak kolegija majstora arhitekata (Collegi di Maestri Architetti), što potvrđuje elitni karakter Obreda, osobito kad se uzme u obzir da Veliki orijent Italije ukupno ima preko 22.000 članova.

## Struktura stupnjeva
Kao i kod drugih obreda, Talijanski simbolički obred se izvodi na tri simbolička stupnja:
- 1° – učenik (tali. apprendista)
- 2° – pomoćnik (compagno)
- 3° – majstor (maestro)

## Inicijacijska polazišta
S inicijacijskog stajališta, Simbolički obred usvojio je pet točaka bratstva proglašenih u Torinu 1862. godine, koje se smatraju pravim manifestom duhovnih i društvenih ciljeva slobodnog zidarstva.
U želji da izgradi vlastiti kulturni identitet koji bi istaknuo njegovu talijansku posebnost, a istodobno ga razlikovao od drugih ritualnih struja poput kršćansko-viteških ili sirijsko-egipatskih tradicija, Simbolički obred svoju je simboličku i duhovnu osnovu pronašao u ponovnom otkrivanju i proučavanju tradicije Pitagorejske škole.